# Else Krüger
Pour les articles homonymes, voir Krüger.
Else Krüger, née le 9 février 1915 à Hambourg et morte le 24 janvier 2005, est une secrétaire Allemande qui travaille pour le parti nazi pendant la Seconde Guerre mondiale.
Secrétaire de Martin Bormann, elle reste dans le Führerbunker pendant la bataille de Berlin. Elle était avec Eva Braun, Gerda Christian, Traudl Junge et Constanze Manziarly quand Adolf Hitler a dit qu'elles devaient toutes se préparer pour aller au Berghof avec les autres occupants du bunker. Elle était présente lorsque Braun a dit à Hitler qu'elle ne le quitterait jamais et l'embrassa. Dans un geste d'amitié, Hitler donne à chacune des femmes une capsule de cyanure. L'après-midi du 30 avril 1945, Hitler et Eva Braun se suicident.
Krüger quitte Berlin le 1er mai 1945 avec un groupe dirigé par le Brigadeführer Wilhelm Mohnke. Ils sont découverts se cachant dans un sous-sol le jour suivant.
Après la guerre, elle fut interrogée par les Britanniques. Elle a par la suite épousé son interrogateur britannique, Leslie James (1915-1995) le 23 décembre 1947 à Wallasey, au Royaume-Uni. Elle vécut ensuite sous le nom d'Else James à Wallasey. Elle est décédée en Allemagne le 24 janvier 2005 à l'âge de 89 ans.